# Nghệ thuật châu Âu

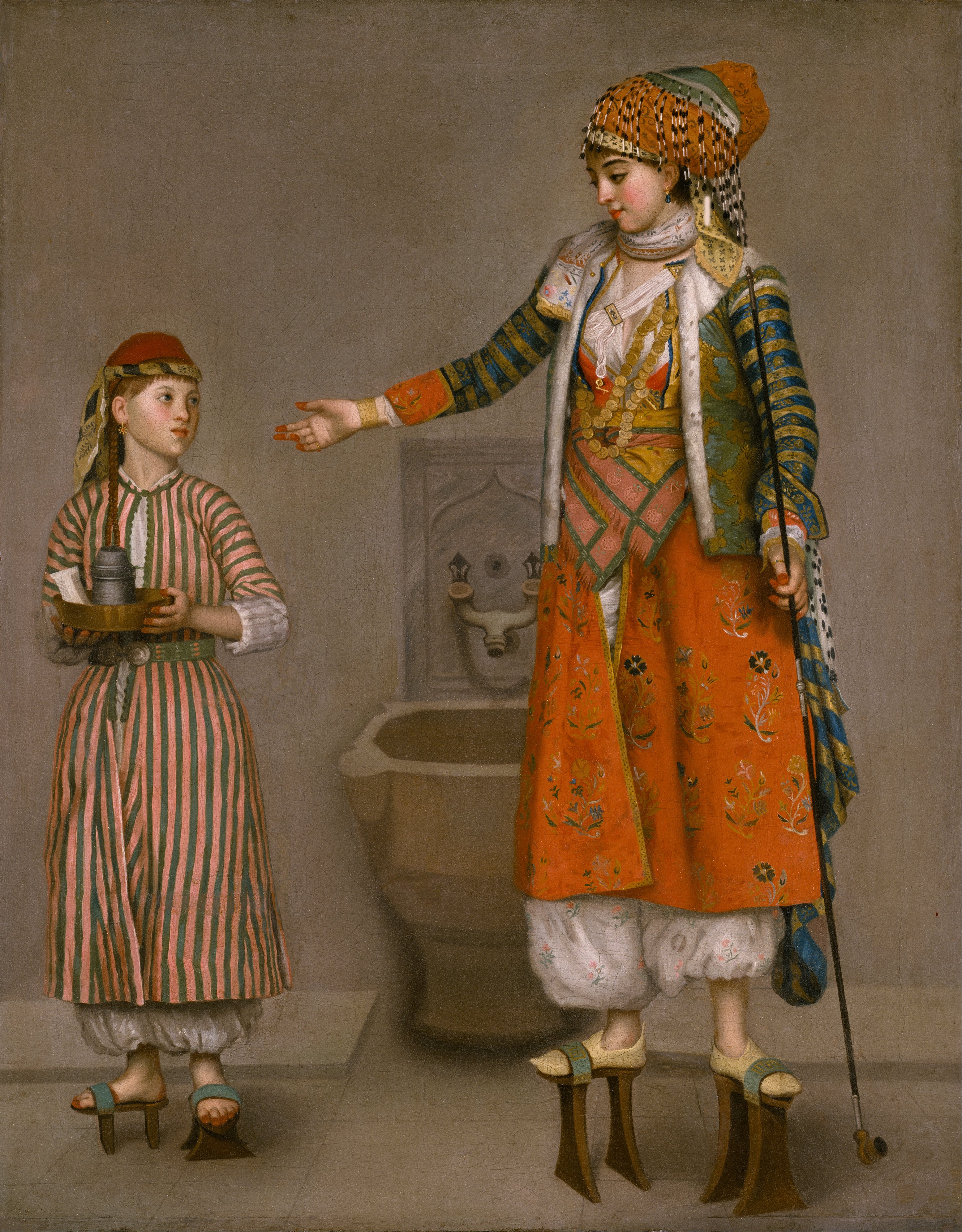
Họa phẩm nghệ thuật châu Âu

Họa phẩm châu Âu

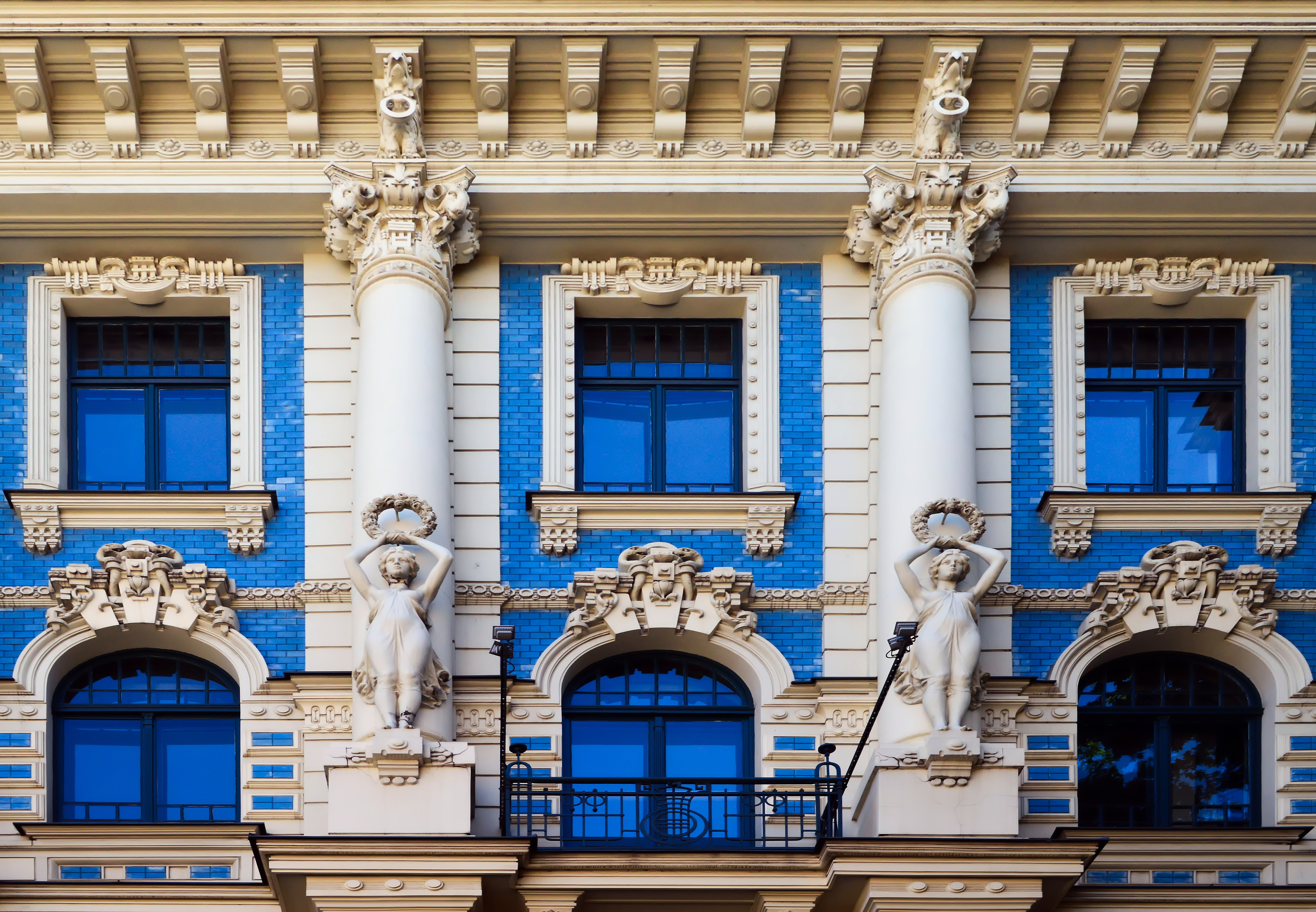
Kiến trúc châu Âu

Nghệ thuật Châu Âu (Art of Europe) còn được gọi là nghệ thuật phương Tây (Western art) bao gồm lịch sử của nghệ thuật thị giác ở châu Âu. Nghệ thuật tiền sử châu Âu bắt đầu là nghệ thuật thời kỳ đồ đá cũ với những hình thức thể hiện nghệ thuật trên đá, tranh hang động và nghệ thuật chữ tượng hình, là đặc trưng của giai đoạn giữa thời kỳ đồ đá cũ và thời kỳ đồ sắt. 

## Lịch sử
Lịch sử về nghệ thuật châu Âu thường bắt đầu với nền văn minh Aegea, có niên đại từ thiên niên kỷ thứ III trước Công nguyên. Tuy nhiên, một mô hình nhất quán về sự phát triển nghệ thuật trong châu Âu chỉ trở nên rõ ràng với nghệ thuật Hy Lạp cổ đại, được nền nghệ thuật La Mã tiếp thu và chuyển đổi và được truyền bá với Đế chế La Mã, trên khắp châu Âu, Bắc Phi và Tây Á. Ảnh hưởng của nghệ thuật thời kỳ cổ điển đã tăng lên và giảm xuống trong suốt hai nghìn năm tiếp theo, dường như trôi vào ký ức xa xôi trong một số phần của thời kỳ trung cổ, để tái xuất hiện trong thời kỳ phục hưng, trải qua một giai đoạn mà một số nhà sử học nghệ thuật đầu tiên coi là "suy thoái" trong thời kỳ baroque nhưng đã tái xuất hiện dưới hình thức tinh tế hơn trong Chủ nghĩa tân cổ điển và được tái sinh rực rỡ trong Hậu hiện đại. 
Trước những năm 1800, nhà thờ Thiên chúa giáo là một ảnh hưởng lớn đến nghệ thuật châu Âu, Nhà thờ tạo ra công ăn việc làm chủ yếu cho các nghệ sĩ. Trong cùng thời kỳ, cũng có một sự quan tâm mới đối với chủ đề thần thoại cổ điển, các cuộc chiến tranh lớn, anh hùng và nữ anh hùng, và các chủ đề không liên quan đến tôn giáo. Hầu hết nghệ thuật trong 200 năm qua được tạo ra mà không liên quan đến tôn giáo châu Âu và thường không có ý thức hệ cụ thể nào cả, nhưng nghệ thuật thường chịu ảnh hưởng của các vấn đề chính trị, cho dù phản ánh mối quan tâm của người bảo trợ hay nghệ sĩ. Nghệ thuật châu Âu được sắp xếp thành một số giai đoạn phong cách, về mặt lịch sử, chúng chồng chéo lên nhau khi các phong cách khác nhau phát triển mạnh ở các khu vực khác nhau. Nhìn chung, các giai đoạn là Cổ điển, Byzantine, Trung cổ, nghệ thuật Gothic, nghệ thuật phong cách Phục hưng, Baroque, Rococo, Tân cổ điển, Chủ nghĩa hiện đại, Hậu hiện đại và Hội họa châu Âu mới.
Nghệ thuật thời tiền sử châu Âu là một phần quan trọng của di sản văn hóa châu Âu. 
Nghệ thuật La Mã chịu ảnh hưởng của Hy Lạp và một phần có thể được coi là hậu duệ của hội họa và điêu khắc Hy Lạp cổ đại, nhưng cũng chịu ảnh hưởng mạnh mẽ của nghệ thuật Etruscan địa phương hơn của Ý. Điêu khắc La Mã, chủ yếu là chân dung bắt nguồn từ các tầng lớp thượng lưu trong xã hội cũng như các hình ảnh miêu tả về các vị thần. Tuy nhiên, hội họa La Mã có những đặc điểm độc đáo quan trọng. Trong số các bức tranh La Mã còn sót lại có tranh tường, nhiều bức từ các biệt thự ở Campania, ở Nam Ý, đặc biệt là tại Pompeii và Herculaneum. Những bức tranh như vậy có thể được nhóm thành bốn "phong cách" hoặc thời kỳ chính và có thể chứa những ví dụ đầu tiên về Trompe-l'œil, phối cảnh giả và phong cảnh thuần túy. Thời kỳ Phục hưng đặc trưng từ sự hướng tâm vào nghệ thuật của Hy Lạp cổ đại và Đế chế La Mã, dẫn đến nhiều thay đổi về cả khía cạnh kỹ thuật của hội họa và điêu khắc, cũng như chủ đề của chúng. Nó bắt đầu ở Ý, một quốc gia giàu di sản La Mã cũng như sự thịnh vượng về vật chất để tài trợ cho các nghệ sĩ. Trong thời kỳ Phục hưng, các họa sĩ bắt đầu nâng cao tính hiện thực của tác phẩm của họ bằng cách sử dụng các kỹ thuật mới trong phối cảnh, do đó thể hiện ba chiều một cách chân thực hơn. 
Các nghệ sĩ cũng bắt đầu sử dụng các kỹ thuật mới trong việc thao tác ánh sáng và bóng tối, chẳng hạn như sự tương phản tông màu rõ ràng trong nhiều bức chân dung của Titian và sự phát triển của Sfumato và Chiaroscuro của Leonardo da Vinci. Các nhà điêu khắc cũng bắt đầu khám phá lại nhiều kỹ thuật cổ xưa như Contrapposto. Tiếp theo tinh thần chủ nghĩa nhân văn của thời đại, nghệ thuật trở nên thế tục hơn về chủ đề, mô tả thần thoại cổ đại bên cạnh các chủ đề về Cơ đốc giáo. Thể loại nghệ thuật này thường được gọi là Chủ nghĩa cổ điển Phục hưng. Ở phương Bắc, cải tiến quan trọng nhất của thời Phục hưng là việc sử dụng rộng rãi sơn dầu, cho phép tạo ra nhiều màu sắc và cường độ hơn. Trong nghệ thuật châu Âu, Chủ nghĩa cổ điển Phục hưng đã tạo ra hai phong trào khác nhau—Chủ nghĩa kiểu cách và Baroque. Chủ nghĩa kiểu cách, một phản ứng chống lại sự hoàn hảo duy tâm của Chủ nghĩa cổ điển, sử dụng sự biến dạng của ánh sáng và khuôn khổ không gian để nhấn mạnh nội dung cảm xúc của một bức tranh và cảm xúc của họa sĩ. Tác phẩm của El Greco là một ví dụ đặc biệt rõ ràng về Chủ nghĩa kiểu cách trong hội họa vào cuối thế kỷ 16, đầu thế kỷ XVII. Chủ nghĩa kiểu cách phương Bắc mất nhiều thời gian hơn để phát triển và phần lớn là một phong trào của nửa cuối thế kỷ XVI. Nghệ thuật Baroque đã đưa chủ nghĩa biểu tượng của thời Phục hưng lên một tầm cao mới, nhấn mạnh vào chi tiết, chuyển động, ánh sáng và kịch tính trong hành trình tìm kiếm cái đẹp của họ. Có lẽ những họa sĩ Baroque nổi tiếng nhất là Michelangelo Merisi (Caravaggio), Rembrandt Harmenszoon van Rijn, Peter Paul Rubens và Diego Velázquez.
Một nghệ thuật khá khác biệt phát triển từ truyền thống hiện thực phương Bắc trong hội họa Thời kỳ hoàng kim Hà Lan thế kỷ XVII, có rất ít nghệ thuật tôn giáo và ít hội họa lịch sử, thay vào đó đóng vai trò quan trọng trong việc phát triển các thể loại thế tục như vẫn sống, hội họa thể loại về các cảnh đời thường và hội họa phong cảnh. Mặc dù bản chất Baroque của nghệ thuật Rembrandt rất rõ ràng, nhưng nhãn hiệu này ít được sử dụng đối với Vermeer và nhiều nghệ sĩ Hà Lan khác. Phong cách hội họa Baroque Flemish cũng gia nhập xu hướng này, đồng thời vẫn tiếp tục tạo ra các thể loại truyền thống. Nghệ thuật Baroque thường được coi là một phần của Phản cải cách là yếu tố nghệ thuật của sự hồi sinh đời sống tâm linh trong Giáo hội Công giáo La Mã. Ngoài ra, sự nhấn mạnh mà nghệ thuật Baroque đặt vào sự hùng vĩ được coi là Chủ nghĩa chuyên chế về bản chất. Các chủ đề tôn giáo và chính trị được khai thác rộng rãi trong bối cảnh nghệ thuật Baroque, và cả tranh vẽ và tác phẩm điêu khắc đều được đặc trưng bởi yếu tố kịch tính, cảm xúc và tính sân khấu mạnh mẽ. Các nghệ sĩ Baroque nổi tiếng bao gồm Caravaggio hoặc Rubens. Tuy nhiên, đến thế kỷ XVIII, nghệ thuật Baroque đã lỗi thời vì nhiều người cho rằng nó quá khoa trương và u ám, và nó đã phát triển thành Rococo, xuất hiện ở Pháp. Nghệ thuật Rococo thậm chí còn phức tạp hơn Baroque, nhưng ít nghiêm túc hơn và vui tươi hơn. Trong khi Baroque sử dụng màu sắc đậm, mạnh, Rococo sử dụng các sắc thái nhạt, kem hơn. Phong trào nghệ thuật này không còn nhấn mạnh vào chính trị và tôn giáo nữa, thay vào đó tập trung vào các chủ đề nhẹ nhàng hơn như sự lãng mạn, lễ kỷ niệm và sự trân trọng thiên nhiên. Nghệ thuật Rococo cũng đối lập với Baroque vì nó thường từ chối tính đối xứng để ủng hộ các thiết kế không đối xứng. Hơn nữa, nó tìm kiếm cảm hứng từ các hình thức nghệ thuật và đồ trang trí của Viễn Đông Á, dẫn đến sự gia tăng ủng hộ các bức tượng nhỏ bằng sứ và chinoiserie nói chung. 